# Île de Shangchuan
L’île de Shangchuan ou Shang Chuan (chinois : 上川岛, pinyin : Shàngchuāndǎo) ; aussi appelée Schangschwan, Sanchoão, Sancian ou Chang-Chuang) est située dans la ville-district de Taishan dans la province du Guangdong en Chine. 
L’ancien nom européen « Sancian » dérive du latin Sancianum, lui-même dérivé d'une des nombreuses façons qu'ont eu les Européens de prononcer son nom chinois. Les Portugais l'appelaient Sanchoan, mais on trouve aussi dans leur langue les variantes Sanciam, Sanchoao, Samchoao et Saocoham. Les Anglais l'ont appelée St John parce que la prononciation de ce nom dans leur langue ressemble au nom portugais  Sanchoan. Sur les cartes françaises du XIXe siècle et du début XXe elle est souvent appelée « Île Saint-Jean ».

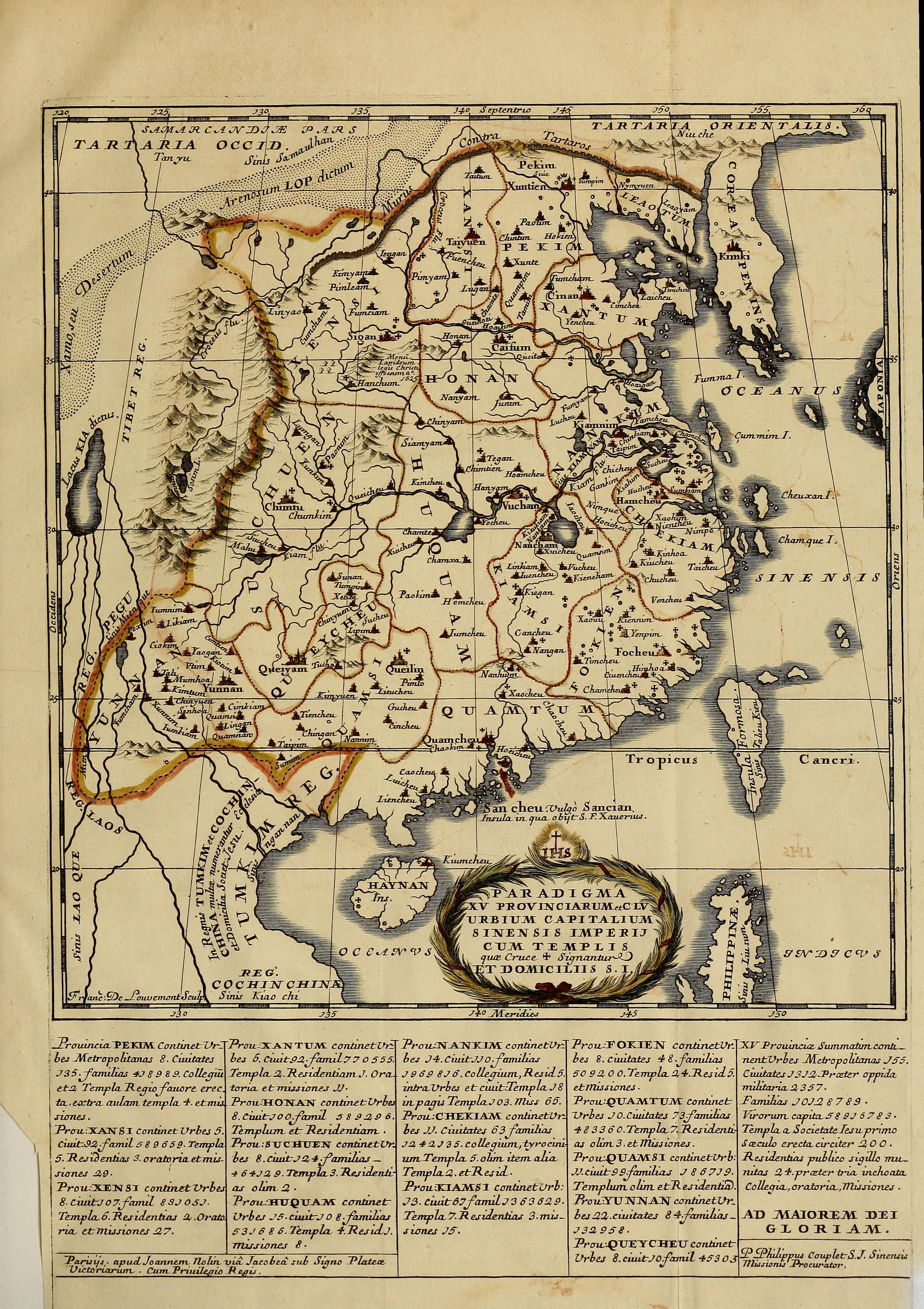
Carte de l’empire chinois (1687), avec l’emplacement du lieu de décès de François-Xavier (île dénommée San cheu / Sancian)

L'île est connue pour être le lieu du décès, le 3 décembre 1552, de saint François Xavier alors qu'il attendait un bateau pour passer sur le continent chinois. Il y a été inhumé deux mois avant que son corps ne soit transporté à Goa. Différents monuments ont successivement été érigés à l'endroit présumé de sa première inhumation. En 1639, le collège des Jésuites de Macao y a fait dresser une stèle portant inscription en chinois et en portugais. En 1700, un sanctuaire a été construit sur la pente autour de cette stèle. La construction de ce sanctuaire et l'histoire de la chrétienté de l'île ont été racontées par le Jésuite allemand Caspar Castner dans un livre en latin imprimé en Chine : Relatio sepulturæ magno Orientis apostolo S. Francisco Xaverio erectæ in insula Sanciano anno sæculari MDCC. En 1869, le préfet apostolique de Canton, le Français Mgr Guillemin, a inauguré une chapelle construite au même emplacement. Cette église néogothique avait été dessinée par l'architecte Achille Hermitte, qui travaillait alors à la construction de la cathédrale de Canton.

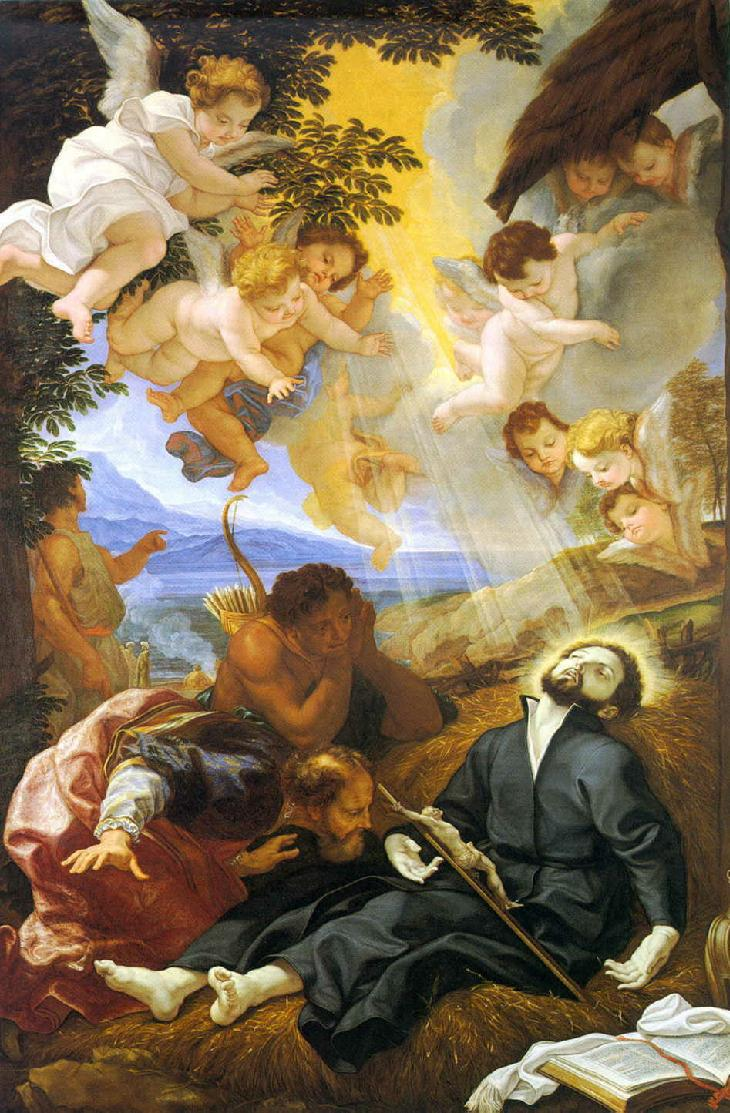
Mort de saint François Xavier sur l'île de Sancian, Baciccio (XVIIe siècle).

Durant la première moitié du XXe siècle, l'église a été reconstruite à l'initiative des missionnaires américains Maryknoll.